# Tárgum de Onquelos

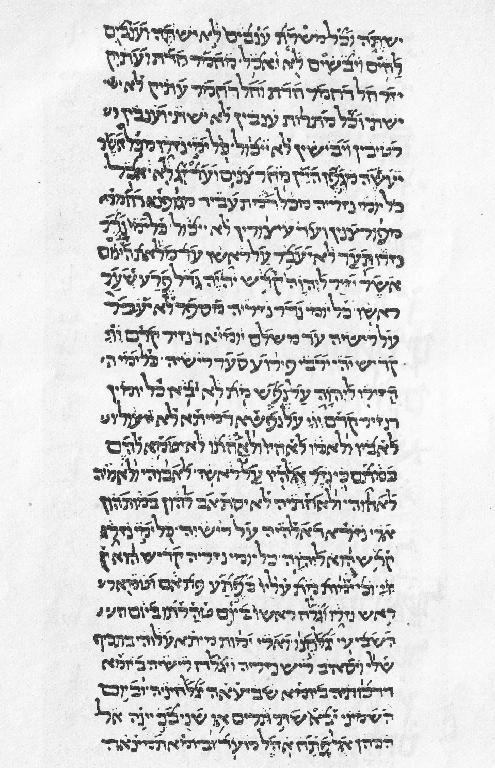
Texto intelinear del Libro de Números 6.3–10 en hebreo y Arameo del Tárgum de Onquelos en la Biblioteca Británica.

Tárgum de Onquelos, también llamado Onkelos o Unkelus (en hebreo: תרגום אונקלוס), es el Tárgum oriental oficialmente considerado como el Tárgum de Babilonia de la Torá. Sin embargo, se cree que sus orígenes provienen de Occidente, de la tierra de Israel. Se atribuye su autoría a Onquelos.
Algunos atribuyen la traducción al arameo a Aquila de Sinope, o creen que Onquelos resulta de una traducción defectuosa del griego al arameo. La traducción es singular en cuanto evita cualquier tipo de personificación. Samuel D. Luzzatto considera que el trabajo estuvo originalmente destinado a la gente simple, argumento fuertemente refutado por Nathan Marcus Adler en la introducción a Netinah La-Ger.
Desde tiempos talmúdicos a nuestros días las comunidades judías yemenitas recitan el Tárgum verso a verso alternando con los versos en hebreo.
El Talmud establece que «una persona completa su parte de la escritura junto a la comunidad, leyéndola dos veces, y una el tárgum». Muchos atribuyen este pasaje como referido al Tárgum de Onquelos.